# Shannon Brown
Shannon Brown (Maywood, 29 novembre 1985) è un ex cestista statunitense, professionista nella NBA e in D-League.

## Carriera
È stato selezionato come 25ª scelta nel draft NBA 2006 dai Cleveland Cavaliers.
Fa il suo debutto nella NBA il 25 novembre 2006 contro i Philadelphia 76ers.
Il 7 febbraio 2009 è stato ceduto insieme ad Adam Morrison dai Charlotte Bobcats ai Los Angeles Lakers in scambio del serbo Vladimir Radmanović.
Ha rifirmato il 6 luglio 2009 un contratto di due anni con i Lakers per circa 2,1 milioni di dollari a stagione.
Ha partecipato alla Slam Dunk Contest del 2010, deludendo però le aspettative del pubblico e classificandosi ultimo, con il punteggio di 78 punti, a pari merito con Gerald Wallace.
Nel dicembre 2011, alla fine del lockout NBA, passa ai Phoenix Suns.
Il 25 ottobre 2013 viene ceduto, insieme a Marcin Gortat, Malcolm Lee e Kendall Marshall, ai Washington Wizards in cambio di Emeka Okafor e una scelta al draft 2014. Solo Gortat, però, raggiunge Washington: Brown, Lee e Marshall vengono tutti e tre tagliati.
Il 1º febbraio 2014 Brown firma un contratto da 10 giorni con i San Antonio Spurs, prorogato di altri 10 giorni il 12 febbraio. Scaduto il secondo decadale, il 27 febbraio Brown trova un nuovo ingaggio da parte dei New York Knicks. Nell'estate 2014 i Knicks non confermano Shannon Brown, che diventa quindi un Free Agent. Il giocatore firma con i Miami Heat ma viene tagliato a fine Novembre.

## Statistiche

### College
| Anno      | Squadra      | PG | PT | MP   | TC%  | 3P%  | TL%  | RP  | AP  | PRP | SP  | PP   |
| --------- | ------------ | -- | -- | ---- | ---- | ---- | ---- | --- | --- | --- | --- | ---- |
| 2003-2004 | MSU Spartans | 30 | 24 | 22,9 | 45,1 | 34,1 | 80,7 | 2,5 | 1,3 | 1,1 | 0,0 | 7,9  |
| 2004-2005 | MSU Spartans | 33 | 31 | 25,1 | 44,7 | 33,0 | 84,8 | 3,2 | 1,7 | 1,2 | 0,2 | 10,9 |
| 2005-2006 | MSU Spartans | 34 | 34 | 35,2 | 46,7 | 39,0 | 83,0 | 4,4 | 2,7 | 1,5 | 0,1 | 17,2 |
| Carriera  | Carriera     | 97 | 89 | 28,0 | 45,7 | 36,4 | 83,1 | 3,4 | 1,9 | 1,3 | 0,1 | 12,2 |

### NBA

#### Regular Season
| Anno       | Squadra             | PG  | PT | MP   | TC%  | 3P%  | TL%  | RP  | AP  | PRP | SP  | PP   |
| ---------- | ------------------- | --- | -- | ---- | ---- | ---- | ---- | --- | --- | --- | --- | ---- |
| 2006-2007  | Cleveland Cavaliers | 23  | 5  | 8,8  | 37,8 | 28,0 | 71,4 | 0,9 | 0,4 | 0,3 | 0,1 | 3,2  |
| 2007-2008  | Cleveland Cavaliers | 15  | 4  | 14,5 | 36,9 | 31,0 | 60,9 | 1,2 | 1,1 | 0,7 | 0,1 | 7,0  |
| 2007-2008  | Chicago Bulls       | 6   | 0  | 3,7  | 20,0 | 0,0  | 50,0 | 0,3 | 0,0 | 0,2 | 0,3 | 1,5  |
| 2008-2009† | Charlotte Bobcats   | 30  | 0  | 11,4 | 45,5 | 28,6 | 80,0 | 0,8 | 0,9 | 0,6 | 0,2 | 4,8  |
| 2008-2009† | L.A. Lakers         | 18  | 0  | 7,6  | 52,4 | 66,7 | 88,9 | 1,1 | 0,6 | 0,2 | 0,1 | 3,2  |
| 2009-2010† | L.A. Lakers         | 82  | 7  | 20,7 | 42,7 | 32,8 | 81,8 | 2,2 | 1,3 | 0,7 | 0,4 | 8,1  |
| 2010-2011  | L.A. Lakers         | 82  | 0  | 19,1 | 42,5 | 34,9 | 91,1 | 1,9 | 1,2 | 0,8 | 0,2 | 8,7  |
| 2011-2012  | Phoenix Suns        | 59  | 19 | 23,7 | 42,0 | 36,2 | 80,8 | 2,7 | 1,2 | 0,7 | 0,3 | 11,0 |
| 2012-2013  | Phoenix Suns        | 59  | 22 | 23,8 | 42,0 | 27,7 | 78,4 | 2,5 | 1,8 | 1,0 | 0,3 | 10,5 |
| 2013-2014  | San Antonio Spurs   | 10  | 1  | 10,3 | 28,6 | 0,0  | 77,8 | 1,3 | 0,5 | 0,1 | 0,0 | 2,3  |
| 2013-2014  | N.Y. Knicks         | 19  | 0  | 7,8  | 42,1 | -    | 66,7 | 0,8 | 0,2 | 0,6 | 0,0 | 2,1  |
| 2014-2015  | Miami Heat          | 5   | 2  | 17,8 | 36,8 | 42,9 | 75,0 | 0,2 | 0,6 | 0,8 | 0,0 | 4,0  |
| Carriera   | Carriera            | 408 | 60 | 18,0 | 42,0 | 33,2 | 80,7 | 1,9 | 1,1 | 0,7 | 0,2 | 7,6  |

#### Playoffs
| Anno     | Squadra             | PG | PT | MP   | TC%  | 3P%  | TL%  | RP  | AP  | PRP | SP  | PP  |
| -------- | ------------------- | -- | -- | ---- | ---- | ---- | ---- | --- | --- | --- | --- | --- |
| 2007     | Cleveland Cavaliers | 1  | 0  | 0,0  | -    | -    | -    | 0,0 | 0,0 | 0,0 | 0,0 | 0,0 |
| 2009†    | L.A. Lakers         | 21 | 0  | 13,1 | 43,4 | 48,0 | 79,2 | 1,2 | 0,6 | 0,5 | 0,1 | 4,9 |
| 2010†    | L.A. Lakers         | 23 | 0  | 14,1 | 39,3 | 28,1 | 71,4 | 1,3 | 0,9 | 0,4 | 0,3 | 4,9 |
| 2011     | L.A. Lakers         | 10 | 0  | 16,6 | 45,9 | 28,0 | 64,3 | 1,9 | 0,7 | 0,6 | 0,2 | 7,2 |
| Carriera | Carriera            | 55 | 0  | 13,9 | 42,2 | 34,1 | 72,7 | 1,3 | 0,7 | 0,5 | 0,2 | 5,2 |

## Palmarès
- McDonald's All-American Game (2003)
- Campionato NBA: 2

Los Angeles Lakers: 2009, 2010